# Crisis del mar Rojo
La crisis del mar Rojo comenzó el 19 de octubre de 2023 cuando el movimiento Ansarolá, más conocido como los hutíes de Yemen, inició una serie de ataques contra el sur de Israel y las embarcaciones vinculadas a Israel que navegasen por en el mar Rojo. Desde entonces, los hutíes han capturado y lanzado ataques aéreos contra buques mercantes y navales en el mar Rojo, provocando ataques contra emplazamientos de misiles y otros objetivos por parte de las fuerzas estadounidenses y de sus aliados. 
Los hutíes, que se oponen al gobierno yemení reconocido internacionalmente, controlan desde 2014 una parte considerable del país que se extiende a lo largo del mar Rojo. Poco después del comienzo de la guerra de Gaza, los hutíes apoyaron a la resistencia palestina lanzando distintos ataques contra Israel. Para ello emplearon misiles y vehículos aéreos no tripulados, algunos de los cuales fueron interceptados por las Fuerzas de Defensa de Israel sobre el mar Rojo utilizando el sistema de defensa antimisiles Arrow, y otro misil fue interceptado en el espacio, lo que lo convierte en el primer caso de guerra espacial en la historia, según funcionarios israelíes. Otros no alcanzaron sus objetivos o fueron interceptados por otras armadas como la Armada de los Estados Unidos, la Armada Francesa y la Fuerza Aérea Israelí.
También han disparado misiles contra buques mercantes de varios países en el mar Rojo y el golfo de Adén frente a las costas de Yemen, en el estrecho de Bab-el-Mandeb, una pieza fundamental de la economía global, precipitando la Operación Guardián de la Prosperidad liderada por Estados Unidos en diciembre de 2023.
El portavoz militar de los hutíes, Yahya Sarea, anunció que cualquier barco con destino a Israel será un «objetivo legítimo» y que no se detendrían hasta que finalice el bloqueo a la Franja de Gaza y que fuera abastecida de alimentos y medicinas.
A partir del 15 de marzo de 2025, Estados Unidos lanzó una campaña a gran escala de ataques aéreos y navales contra objetivos hutíes en Yemen. El nombre en clave fue Operación Rough Rider, estos ataques supusieron la mayor operación militar estadounidense en Medio Oriente durante el segundo mandato del presidente Donald Trump. Los ataques tuvieron como objetivo sistemas de radar, defensas aéreas y sitios de lanzamiento de misiles balísticos y de drones. Hasta el 25 de abril Estados Unidos había lanzado más de 1000 ataques aéreos en Yemen, matando a 217 civiles e hiriendo a más de 430.
Hasta el 15 de abril de 2025, los hutíes habían atacado más de 190 buques mercantes, hundiendo dos, capturando otro y matando al menos a cuatro marineros. Otros ataques contra buques que transitaban por el mar Rojo fueron interceptados por Estados Unidos y sus aliados o no lograron alcanzar sus objetivos, que también incluyeron ataques contra buques militares occidentales. El descenso en el tráfico marítimo por el canal de Suez durante el conflicto le causó un lucro cesante de unos 800 millones de dólares al mes. El puerto israelí de Eliat, en el mar Rojo, se quedó sin actividad y se declaró en bancarrota en julio de 2024.
El 6 de mayo de 2025, el presidente de Estados Unidos, Donald Trump, anunció el fin de los ataques estadounidenses contra los hutíes después de que estos acordaran cesar sus ataques contra los buques estadounidenses, tras un acuerdo negociado entre ambos países con la mediación de Omán. Sin embargo, los hutíes, advirtieron que continuarían sus ataques contra Israel mientras continúe la «agresión contra Gaza y no se retire el bloqueo» del enclave palestino.

## Antecedentes
El movimiento hutí es una organización militante islamista chiita zaydí respaldada por Irán que controla de facto importantes partes de Yemen, aunque no es el gobierno internacionalmente reconocido del país; la toma de poder de los Hutíes en Yemen en 2014 resultó en la adquisición por parte del grupo de la ciudad capital de Saná, pero el Consejo de Liderazgo Presidencial anti-Hutí sigue siendo reconocido por la comunidad internacional como el gobierno legítimo de Yemen. Después de que este conflicto se convirtió en una guerra civil en curso, millones de residentes fueron desplazados internamente y una coalición liderada por Arabia Saudita respondió imponiendo un bloqueo a Yemen. Estos factores combinados redujeron la economía a la mitad y contribuyeron a la hambruna en Yemen desde 2016, una de las peores del mundo.
Tras el estallido de la guerra de Gaza el 7 de octubre de 2023, los grupos militantes apoyados por Irán en todo el Oriente Próximo, incluidos los hutíes, expresaron su apoyo a los grupos palestinos y amenazaron con atacar militarmente a Israel y el líder de hutíes, Abdul-Malik al-Houthi, advirtió a Estados Unidos que no interviniese y amenazó con represalias con drones y misiles. Para poner fin a sus ataques en el mar Rojo, los hutíes exigieron un alto el fuego en la guerra en Gaza y el fin del bloqueo israelí de la Franja de Gaza.

### Armas utilizadas
Las armas utilizadas por los hutíes provienen principalmente de Irán. Se sabe que utilizan misiles de superficie, cohetes de artillería y vehículos aéreos no tripulados (UAV), y tienen varios misiles y vehículos aéreos no tripulados capaces de llegar a Israel desde Yemen:
- Toufan: un misil de superficie con un alcance de 1800 km.[41]

- Misiles de crucero: de la familia iraní Soumar, con un alcance de ataque de aproximadamente 2000 km.[41]
- Misil Quds-2 – supuestamente con un alcance de 1350 km, pero hecho para atacar a Israel.[42]
- Samad-3 y Samad-4: vehículos municiones merodeadoras con alcance de unos 1800 km.[42]
- Drones Wa'id: similares al Shahed 136 de Irán, municiones merodeadoras con un alcance de 2500 km.[42]

## Ataques contra el transporte marítimo
Las fuerzas hutíes comenzaron a atacar buques de carga afiliados a Israel que cruzaban el mar Rojo el 19 de noviembre de 2023. Para febrero, cuarenta buques habían sido atacados. Las compañías navieras internacionales, que solían navegar por el mar Rojo y el Canal de Suez, se desplazaron para posicionar sus buques alrededor del cabo de Buena Esperanza, frente a la península del Cabo en Sudáfrica.
Entre noviembre y diciembre de 2023, el comercio mundial se redujo un 1,3 % debido a los ataques hutíes a buques comerciales en el mar Rojo. Para marzo de 2024, más de 2000 barcos habían desviado sus rutas del mar Rojo, haciendo viajes más costosos, desde el primer ataque hutí en noviembre del año anterior.
Las promesas iniciales de los hutíes de atacar cualquier barco vinculado a Israel fueron seguidas de ataques contra buques vinculados a más de una docena de países, declarados, en enero de 2024, como venganza por la agresión estadounidense-británica contra nuestro país. El Mando Central de los Estados Unidos. respondió que los ataques hutíes no tenían nada que ver con el conflicto en Gaza y que habían disparado indiscriminadamente contra cualquier buque que navegara por el mar Rojo, atacando barcos pertenecientes a más de cuarenta países. El 3 de mayo de 2024, el portavoz militar de las Fuerzas Armadas de Yemen, Yahya Sarea, anunció, en un discurso televisado, que «atacaremos cualquier barco que se dirija a puertos israelíes en el mar Mediterráneo en cualquier zona a la que podamos llegar».

## Crímenes de guerra
Los hutíes han afirmado que atacarían barcos que no tuvieran ninguna función militar, lo que sería un crimen de guerra, según Human Rights Watch. HRW señaló que la detención de tripulaciones capturadas podría considerarse una toma de rehenes si se las detiene para obligar a un tercero a realizar o abstenerse de realizar algún acto como condición para la liberación o seguridad del rehén. La toma de rehenes es una violación del derecho internacional humanitario y un crimen de guerra. Una declaración emitida por HRW instó a los militantes a «poner fin a sus ataques contra civiles atrapados en el punto de mira de su guerra declarada contra Israel».
Human Rights Watch también calificó los ataques israelíes contra Yemen de julio de 2024 como un posible crimen de guerra, ya que fueron un «ataque aparentemente ilegal, indiscriminado o desproporcionado contra civiles que podría tener un impacto a largo plazo en millones de yemeníes que dependen del puerto para obtener alimentos y ayuda humanitaria». También calificó el ataque con drones hutíes contra Tel Aviv que ocurrió un día antes como un posible crimen de guerra, ya que tuvo como objetivo deliberado o indiscriminado a civiles.
Human Rights Watch aseguró que los ataques llevados a cabo por los rebeldes hutíes de Yemen contra los buques MV Magic Seas y MV Eternity C a principios de julio de 2025 pueden constituir crímenes de guerra ya que atacaron «deliberadamente buques comerciales que podían identificarse claramente como civiles» y que «no representaban una amenaza militar».

## Desinformación
Los hutíes y sus partidarios han emprendido una campaña de desinformación. Según la Armada estadounidense, estas falsas afirmaciones buscan socavar los esfuerzos de Estados Unidos y sus aliados por garantizar la «libertad de navegación« en el mar Rojo y las aguas circundantes, así como su reconocimiento como potencia regional. El 1 de febrero de 2024, los hutíes reivindicaron un ataque a un barco estadounidense llamado KOI, pero fuentes marítimas dijeron a la BBC que era falso. Medios de comunicación afiliados a Hezbolá, como Islam Times y Al Mayadeen, han respaldado las falsas afirmaciones de los hutíes. El 28 de enero, Islam Times publicó imágenes del incendio del X-Press Pearl en 2021, afirmando que mostraban las consecuencias de un ataque hutí contra un buque británico. Tres días después, Al Mayadeen informó que los hutíes atacaron con precisión el USS Gravely, pero las autoridades estadounidenses rechazaron esta afirmación.
Usuarios de redes sociales en plataformas como X (antigua Twitter) publicaron imágenes y videos antiguos o manipulados, atribuyéndolos falsamente a ataques hutíes. En febrero de 2024, usuarios de X publicaron el hundimiento del USS Racine (LST-1191) en 2018 y el desastre del X-Press Pearl, afirmando que mostraban los ataques hutíes al Star Nasia y al Morning Tide. En junio de 2024, varios usuarios publicaron imágenes satelitales del USS Dwight D. Eisenhower con daños editados digitalmente, afirmando que eran el resultado de un ataque hutí. También se publicaron otras fotografías y vídeos mal etiquetados o editados digitalmente que aparentemente mostraban daños al portaaviones, aunque algunos eran satíricos.
Imágenes del videojuego checo Arma 3 también se han utilizado para difundir desinformación sobre el conflicto. Sitios web rusos como The Intel Drop y Pravda publicaron gameplays que afirmaban falsamente que mostraban ataques al USS Dwight D. Eisenhower. Los desarrolladores del videojuego, Bohemia Interactive, afirmaron que las medidas tomadas contra los videos fueron ineficaces, afirmando: «Por cada video marcado, desacreditado o eliminado, se pueden subir diez más cada día». Las imágenes del videojuego también se han tergiversado como ataques a barcos y un avión de combate estadounidense derribado por los hutíes sobre Saná.

## Supuesta implicación de otros países

### Irán
Según fuentes anónimas que hablaron con Reuters, el personal iraní estaba presente en Yemen, trabajando en conjunto con militantes de Hezbolá. Su papel consistiría en dirigir y supervisar los ataques hutíes contra la navegación comercial. Los funcionarios declararon además que Irán ha aumentado su suministro de drones avanzados, misiles de crucero antibuque, misiles balísticos de ataque de precisión y misiles de alcance medio a los hutíes, desde el estallido de la guerra entre Israel y Gaza. 
Funcionarios estadounidenses informaron a Semafor que comandantes y asesores de la Guardia Revolucionaria de Irán (CGRI) se encuentran actualmente estacionados en Yemen y están directamente involucrados en los ataques hutíes contra el tráfico comercial en el mar Rojo. El CGRI también ha estacionado en Yemen entrenadores y operadores de misiles y drones. La Fuerza Quds ha supervisado la transferencia de drones de ataque, misiles de crucero y misiles balísticos de mediano alcance utilizados en los ataques contra objetivos israelíes y del mar Rojo en las últimas semanas.
Según funcionarios de inteligencia occidentales, el Cuerpo de la Guardia Revolucionaria Islámica iraní ha colocado un barco de recopilación de inteligencia para guiar los ataques hutíes contra los barcos que apagan las radios y los identificadores. Según el Instituto para el Estudio de la Guerra, es probable que se trate del Behshad que había sustituido al Saviz (que se había utilizado para suministrar armas e inteligencia a los hutíes hasta que fue objeto de un ataque israelí con minas lapa en abril de 2021). Posteriormente también entró en el mar Rojo la fragata iraní Alborz.
En julio de 2024, la Agencia de Inteligencia de la Defensa informó que los hutíes utilizaron un misil de fabricación iraní en su ataque contra el Strinda, de bandera noruega, el 11 de diciembre de 2023. Entre los restos se encontraron características del motor turborreactor Tolu-4 de Irán, utilizado en su misil Noor. Una compañía aseguradora declaró previamente que se utilizó un misil de fabricación iraní tras examinar los restos en el buque.
NBC News, citando a dos funcionarios estadounidenses, informó en septiembre de 2024 que Irán estaba ayudando directamente a los hutíes a atacar drones estadounidenses MQ-9 Reaper, varios de los cuales fueron derribados o dañados durante la crisis del mar Rojo. Los funcionarios no detallaron cómo Irán ayudaba a los hutíes, pero Michael Knights, del Instituto de Washington para la Política de Oriente Próximo, afirmó que los hutíes recibieron misiles tierra-aire iraníes, como el 358 y el SA-2, que les permitieron mejorar sus defensas aéreas y atacar drones estadounidenses.

### Corea del Norte
Según la Voz de América, emisora financiada por el gobierno federal de Estados Unidos, Corea del Norte habría enviado armas a los hutíes a través de Irán basándose en los escritos en hangul que se encontraron en los misiles lanzados por los hutíes.

### China
Dos empresas con sede en China fueron sancionadas por Estados Unidos en 2024 por proporcionar «materiales y componentes de doble uso necesarios para fabricar, mantener y desplegar un arsenal de misiles avanzados y vehículos aéreos no tripulados (UAV) contra intereses estadounidenses y aliados». Un informe de la Fundación para la Defensa de las Democracias afirmó que los hutíes utilizaban armas fabricadas en China para sus ataques contra buques en el mar Rojo a cambio de que los barcos chinos tuvieran un paso seguro por el mar. Otro informe del canal israelí i24 News afirmó que China proporcionó a los hutíes «componentes avanzados y equipos de guiado» para sus misiles.

### Rusia
En julio de 2024, The Wall Street Journal informó que funcionarios estadounidenses veían cada vez más indicios de que Rusia estaba considerando armar a los hutíes con misiles antibuque avanzados a través de rutas de contrabando iraníes en respuesta al apoyo estadounidense a Ucrania durante la invasión rusa. Sin embargo, no lo hizo debido a la resistencia de Estados Unidos y Arabia Saudita. En agosto de 2024, Middle East Eye, citando a un funcionario estadounidense, informó que personal del GRU ruso estaba estacionado en zonas de Yemen controladas por los hutíes para ayudar en los ataques de la milicia a buques mercantes. En octubre de 2024, The Wall Street Journal informó que Rusia había proporcionado inteligencia a los hutíes para atacar buques mercantes.

## Impacto global

### Israel y Egipto
Los ataques hutíes han afectado el transporte marítimo hacia Israel y el comercio local, y el envío comercial al puerto de Eilat ha cesado casi por completo. En cambio, los barcos comerciales que vienen de Asia a Israel, así como algunos barcos comerciales que no están destinados a Israel, han comenzado a rodear África, lo que alarga el viaje unas tres semanas y aumenta los gastos. Hasta el 21 de diciembre, más de 100 buques portacontenedores habían sido desviados para rodear África, cada uno de los cuales sumaba alrededor de 6000 millas náuticas a la distancia del viaje.
Otro impacto de la participación de los hutíes fue que los costos de seguro para los barcos comerciales que atraviesan el mar Rojo han aumentado; Los barcos israelíes han experimentado un aumento del 250% y otros no pudieron conseguir ningún seguro.
Si bien los israelíes enfrentarían retrasos en la cadena de suministro y aumentos de precios, los efectos en la economía egipcia son más graves ya que el transporte marítimo a través del Canal de Suez contribuye con casi $9,4 millones a la economía egipcia, que sufre una crisis de deuda agravada por las perturbaciones comerciales con Israel debido a la guerra en Gaza.
El 21 de diciembre, el director ejecutivo del puerto de Eilat dijo que la actividad del puerto había disminuido un 85 % desde los ataques yemeníes al transporte marítimo en el mar Rojo. El 21 de enero, Yad Sarah, una de las principales ONG israelíes dedicadas al ámbito de la sanidad, declaró: «los ataques de los rebeldes hutíes en el mar Rojo suponen un retraso vital de suministros críticos para el número de víctimas [israelíes] sin precedentes de la guerra en Israel». En cambio, muchos barcos tomaron una ruta más segura, rodeando África y el Cabo de Buena Esperanza, aunque esta ruta requiere diez días adicionales, gasta más combustible y requiere más tiempo de tripulación. La suspensión de un gran volumen de comercio a través del mar Rojo provocó una disminución del uso del canal de Suez y, por tanto, fue un duro golpe para la economía egipcia.
A partir de enero de 2024, la mayoría de las aseguradoras marítimas exigían una garantía de no participación israelí para asegurar los buques para la ruta del mar Rojo, y algunas exigían garantías sin interés de Estados Unidos o el Reino Unido y sin escalas en puertos israelíes en los últimos 12 meses.
El 18 de diciembre, Evergreen Marine Corporation anunció que suspendería su servicio de importación y exportación a Israel debido a consideraciones de riesgo y seguridad. COSCO, la cuarta compañía naviera más grande, y su subsidiaria de transporte de contenedores OOCL también suspendieron todos los servicios a Israel a principios de enero de 2024.

### Economía global
Las principales compañías navieras suspendieron el tráfico de barcos a través del mar Rojo debido a los ataques, incluidas MSC, Maersk, CMA CGM, COSCO, Hapag-Lloyd, y Evergreen Marine Corporation. El 18 de diciembre, la multinacional británica de petróleo y gas BP también suspendió todos los envíos a través del mar Rojo. Maersk, que posee alrededor del 14,8% de la participación de mercado en el mercado mundial de transporte de contenedores, anunció el 25 de diciembre de 2023 que reanudaría sus operaciones pronto como resultado de la Operación Guardián de la Prosperidad. El 30 de diciembre, Maersk había reanudado las operaciones en el mar Rojo, pero las detuvo nuevamente tras los ataques al Maersk Guangzhou. En mayo siguiente, basándose en las cifras del segundo trimestre del año fiscal 2024, Maersk estimó una pérdida de capacidad del 15 al 20 por ciento en toda la industria debido a la crisis del mar Rojo.
El 12 de enero de 2024, Tesla dijo que suspendería la mayor parte de la producción de su fábrica de Grünheide en Alemania, su única fábrica en Europa, durante dos semanas a partir del 29 de enero debido a problemas en la cadena de suministro causados por los ataques hutíes. Volvo Cars también dijo que detendría la producción en su planta de Gante durante tres días a partir de la semana siguiente. Shell plc anunció la suspensión del «tránsito» a través del mar Rojo.
Catar ha detenido los buques cisterna de gas natural licuado a través del estrecho de Bab al-Mandeb después de que los ataques aéreos liderados por Estados Unidos contra objetivos hutíes en Yemen aumentaran los riesgos en el estrecho. Teniendo en cuenta que Catar es el segundo mayor proveedor de GNL de Europa, la suspensión a largo plazo de las exportaciones ha generado preocupación a medida que comienza la temporada de invierno en Europa.
Un análisis de la UNCTAD reveló que, entre diciembre de 2023 y febrero de 2024, las tarifas de los contenedores al contado de Shanghái a Europa aumentaron un 256% de media, principalmente debido a los ataques de los hutíes contra los buques del Mar Rojo. En comparación con el mismo período del año anterior, también hubo un 42% menos de buques de carga transitando por el Canal de Suez.
El 16 de enero de 2024, la multinacional británica de petróleo y gas Shell suspendió todos los envíos al mar Rojo por tiempo indefinido debido a los ataques a buques comerciales. Algunos barcos que viajaban por el Mar Rojo comenzaron a transmitir «No contacto con Israel» en su Sistema de Identificación Automática en respuesta a una solicitud de los hutíes a barcos sin vínculos con Israel.
En febrero de 2024, más de la mitad de las empresas exportadoras del Reino Unido se vieron afectadas por la interrupción del transporte marítimo en el mar Rojo, y las empresas encuestadas informaron que los costos de alquiler de contenedores aumentaron un 300 %. Las empresas afirmaron entonces que la crisis también había provocado dificultades de flujo de caja y escasez de componentes en las líneas de producción.

### Crisis humanitaria
Los ataques hutíes han retrasado envíos con ayuda vital para Sudán y han encarecido las operaciones de las agencias humanitarias en el país, escenario de un conflicto armado continuo que ha puesto a millones de personas en riesgo de hambruna. El director sudanés del Comité Internacional de Rescate, Eatizaz Yousif, afirmó que los ataques han provocado que los envíos, que normalmente tardan una o dos semanas en llegar al país, tarden meses, ya que los barcos con ayuda en ruta a Puerto Sudán se han visto obligados a navegar por África, atravesar el Mediterráneo y luego entrar en el mar Rojo por el canal de Suez para llegar a su destino.

## Reacciones

### En Oriente Próximo
En un discurso pronunciado en una exposición manufacturera tras el incidente del 27 de octubre, el presidente egipcio Abdelfatah El-Sisi instó a todas las partes en la guerra entre Israel y Gaza de 2023 a respetar la soberanía de Egipto y enfatizó que el ejército egipcio fue capaz de proteger al país en caso de más ataques.
A principios de diciembre de 2023, Israel pidió a los aliados occidentales que respondieran a las amenazas al transporte marítimo por parte de los hutíes; el asesor de seguridad nacional israelí, Tzaji Hanegbi, dijo que si las amenazas continúan, «actuaremos para eliminar este bloqueo». Se informa que el Consejo de Transición del Sur dijo en diciembre de 2023 que estaba dispuesto a cooperar con Israel para luchar contra los hutíes.

### Operación multilateral liderada por Estados Unidos
Si bien la Marina estadounidense ha derribado cohetes y misiles hutíes en el mar Rojo, no ha tomado represalias contra quienes los disparan. En diciembre de 2023, tras conversaciones con aliados, Estados Unidos anunció la creación de un grupo de trabajo naval multilateral de escoltas protectoras para buques comerciales en el estrecho de Bab-el-Mandeb y la región del golfo de Adén. La operación, cuyo nombre en código es Operación Guardián de la Prosperidad, se lanzó formalmente el 23 de diciembre de 2023. Es similar a operaciones pasadas que protegían a los buques comerciales de ataques, incluso en el golfo Arábigo y el estrecho de Ormuz durante la «Guerra de los Tanques» de la década de 1980, y las operaciones de seguridad marítima en curso de la Fuerza de Tarea Combinada 153, la Marina de los Estados Unidos Dirigió un grupo de trabajo con base en Baréin. La operación también ha sido comparada con la exitosa campaña naval multilateral de una década antes para combatir a los piratas somalíes frente al Cuerno de África, aunque los hutíes, a diferencia de los piratas somalíes, disfrutan del apoyo iraní y de mejores equipos y tecnología, como helicópteros, drones, misiles y lanchas rápidas.
Francia e Italia también han enviado independientemente recursos navales a la región, con la fragata Languedoc que interceptó drones lanzados desde un puerto controlado por los hutíes, mientras que Italia envió la fragata Virginio Fasan en el marco de la operación Mediterráneo Seguro.

### Patrullas navales independientes
Francia, Italia e India han enviado activos navales de forma independiente a la región, con la fragata francesa Languedoc interceptando drones lanzados desde un puerto controlado por los hutíes, mientras que Italia ha enviado la fragata Virginio Fasan en el marco de la operación Mediterráneo Seguro.

### Protestas pro palestinas
A mediados de enero de 2024, los informes indicaron que los manifestantes pro palestinos en Londres expresaron su apoyo a los militantes hutíes. Esto ocurrió poco después de que el Reino Unido y Estados Unidos iniciaran ataques contra objetivos hutíes en respuesta a los ataques del grupo contra barcos. Se observó a algunos manifestantes coreando consignas como «Yemen, Yemen nos enorgullece, da la vuelta a otro barco», mientras que otros mostraron carteles con mensajes como «Manos fuera de Yemen», «Gracias Yemen» y «Reino Unido + Estados Unidos quiere la guerra». «Yemen apoya a Palestina». «Gaza quiere vivir».